# Народно читалище „Просвета – 1908“
Народно читалище „Просвета – 1908“ е читалище в разложкото село Баня, България. Читалището е регистрирано под № 1901 в Министерство на културата на България.
Читалището е основано в 1897 година, когато Баня е в Османската империя. Основатели са Симеон Попконстантинов, Георги Попсимеонов, Костадин Янев, Костадин Георгиев, Димитър Дръдалов. В устава на читалището от 1908 година пише че, читалището „урежда вечерни и празнични курсове, четения, сказки, вечеринки, утра и др. забавления“. Първоначално е разположено в частна къща, а по-късно се нанася в сградата на училището. По време на Балканските войни в 1912 - 1913 година имуществото на читалището е разпиляно. Дейността му е възстановена след войните в 1919 година. Книжният фонд е събран с дарения на Иван Гребенаров, Иван Каназирев, Антон Страшимиров и други. В 1920 година е създадена театрална група, която от 1946 година се нарича „Самодейни таланти“, и чийто ръководител оттогава до преустановяването на дейността на трупата в 1970 година е Димитър Бориков. В 1947 година е създаден тамбурашки оркестър и женска певческа група с ръководител Борислав Янев. Групата има национални изяви и отличия. В 1964 година е създадена и мъжка вокална фолклорна група с ръководител Костадин Левенов, която изнася концерти и има много записи за Радио-телевизионния център в Благоевград. В 1989 година е създадена и женска вокална група, а в 1996 година женска вокална група за стари градски песни с ръководители Николай Левенов и Лена Николова В 1964 година читалището се мести в самостоятелна сграда, дарена от емигранта в САЩ Костадин Калчов. Сградата има библиотека – над 23 000 тома към 1998 г., киносалон, сцена, репетиционни зали и гримьорна.